# Quercus durata
Quercus durata — вид рослин з родини букових (Fagaceae); ендемік Каліфорнії, США. Це вічнозелений чагарник 1–3 м заввишки щільно вкритий дрібним листям.

## Опис
Це вічнозелений чагарник 1–3 м заввишки. Кора луската. Гілочки сірі або жовтуваті, густо або рідко запушені, часто з помітними, жовтуватими, розлогими волосками. Листки (10)15–40 × 7–15(20) мм; основа клиноподібна, округло-послаблена або усічена; краї цілі або неправильно зубчасті, іноді шипасті; верхівка округла або ± гостра; зверху сіруваті або жовтуваті, з щільними або розсіяними волосками; знизу густо чи негусто запушені; ніжка листка 1–5 мм завдовжки. Жолуді поодинокі або парні, майже сидячі; горіх кулястий, яйцюватий або циліндричний, 15–25 × 10–25 мм, верхівка округла або тупа; чашечка червонувата, охоплює до 1/2 горіха або більше, червонувата, глибиною 4–6 мм і 12–18 мм завширшки.

## Середовище проживання
Ендемік Каліфорнії, США.
Вид пристосований до відносно сухого, кам'янистого, бідного поживними речовинами ґрунту; росте на висотах 150–1500 м.

## Використання
Висаджується як декоративний елемент у міських районах та інших ландшафтних районах. Також має лікувальну цінність, а насіння можна смажити й використовувати в кулінарії.

## Загрози
Пряма зміна землекористування, неприродна частота пожеж, видобуток корисних копалин та розвиток геотермальної енергії є загрозами. Вважається, що жодна з них не має значного впливу на цей вид.